# Lutz Künzel

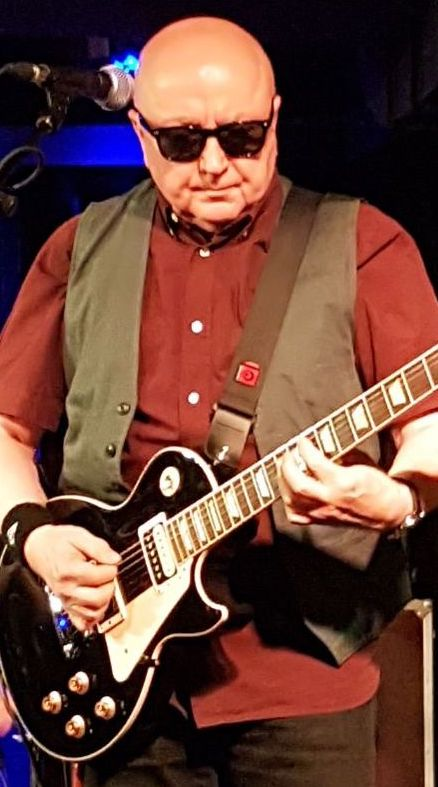
Lutz Künzel (2018)

Lutz Künzel (* 6. November 1951; † 29. August 2024) war ein deutscher Musiker, Komponist, Textdichter und Arrangeur.

## Karriere
Künzel studierte an der Karl-Marx-Universität Leipzig mit dem Abschluss Diplom-Fachlehrer für Musikerziehung / Deutsch und an der Musikhochschule Leipzig Gitarre und Arrangement.
Nach verschiedenen Bands – u. a. Computer 69 (erster Fernsehauftritt 1969 in der ersten Jugendsendung des DDR-Fernsehens „Sei dabei“ mit den Sprechern Wolfgang Pampel, Astrid Bless und Dieter Bellmann) und Gründung der Gruppe Soft 1972 – war Künzel von 1982 bis 1992 als Gitarrist, Keyboarder, Sänger, Komponist und Arrangeur bei der Gruppe SET tätig. Im zugehörigen SET-Studio Leipzig entstanden zahlreiche Kompositionen für SET, TV-Filme und Werbefilme, Platten-Produktionen sowie für Orchester. Als Gitarrist wirkte Künzel bei zahlreichen Plattenproduktionen für Amiga mit und nach 1990 für weitere CD-Produktionen: u. a. Monika Häuschen, In aller Freundschaft, Katrin Weber.
Ab 1982 begann die Zusammenarbeit mit dem Kabarettisten Jürgen Hart, die sich zunächst auf Rundfunk- und Schallplatten-Produktionen beschränkte, die aber nach 1990 bis 2002 auch in Musiken zu Kabarettprogrammen und die Mitwirkung darin als Rockgitarrist erweitert wurde.
1994 gründete Künzel mit Dirk Posner (ex Amor & die Kids) und Uwe Plociennik (ex Wutanfall) „äTäNNSCHEN“ – die erste Band der Welt auf sächsisch. Seitdem trat Künzel auch solistisch mit Liedkabarett als „Herr Künzel – der Singende Sachse“ auf.
Mit seiner Tochter Laura Künzel und dem Schlagzeuger Bruno Rockstroh sowie dem Bassisten Sebastian Röhniß spielte Künzel von der Gründung 2003 bis zur Auflösung 2014 in der Band The Flaming Rocks.
1996 gründete Künzel den Musikverlag edition PATAM und 2007 das Plattenlabel PATAM records.
Darüber hinaus war Künzel seit 2002 als Dozent für Gitarre an verschiedenen Musikschulen tätig.
Nach einer früheren Zusammenarbeit in den 1980er Jahren mit seinem Bruder Tobias Künzel (Die Prinzen) unter dem Namen „Künzel/Künzel“, während der einige Rundfunk- und Plattenproduktionen entstanden, spielte Künzel seit 2014 mit Tobias Künzel in der britisch-deutschen Band Ruff as Stone.

## Werke (Auswahl)

### LPs
- 1989: Popgymnastik
- 1989: Stimmung mit Lollipop
- 1991: Hart an der Grenze

### äTäNNSCHEN
- 1996: Keener steht off mich
- 1999: Zu guhd für diese Welt
- 2008: Bäst of & väry sälten

### The Flaming Rocks
- 2007: Your Gun
- 2013: Enter Evermore

### Ruff As Stone
- 2018: Put Your Smile On

### Orchester
- 1985: Rhapsodie – Dass uns die Erde bleibt
- 1987: Musik zu einem Feuerwerk – Leben wie im Traum
- 1989: Bearbeitung von Händels Feuerwerksmusik für Rockband und Orchester

### Musik zu Fernsehfilmen und -serien (ab 1984)
- Die Herausforderung
- Feuerwache 09
- Der Sachse von Kopf bis Fuß
- Verstehen Sie Bahnhof